# أكونيت هلهل
الأكونيت هلهل أو الأقونيطُن هلهل (الإنجليزية A. virorum  أوAconitum Ferox )هو نوع نباتي من جنس  الأقونيطُن من فصيلة الحوذانية.   يُطلق عليه الهنود "البِيش"  أو "البيخ". في حين أن الإسم الشائع  الذي يُعرف به  في اللغة الإنجليزية Indian Aconite أي الأكونيت الهندي. يشبه إلى حد كبير الأكونيت الهرمي، و يحتوي على سم يعتبر واحد من أقوى سموم المملكة النباتية  ويعتبر جذره هو القسم الأفعل بنوع خاص.

## الوصف
الأكونيت هلهل نبات عشبي معمر ذو جذور درنية، يصل ارتفاعه إلى متر واحد وعرضه إلى نصف متر، ويتحمل أنواعًا مختلفة من التربة، وهو المصدر الرئيسي للسم الهندي المعروف بأسماء مختلفة مثل البِخ والبِش والنابي. يحتوي على كميات كبيرة من المركبات  شبه القلوية  الشديد السمية المعروفة أيضًا بإسم النيبالين، ويُعتبر أكثر النباتات سمية في جبال الهيمالايا، وأحد أكثرها سمية في العالم.

## الموطن

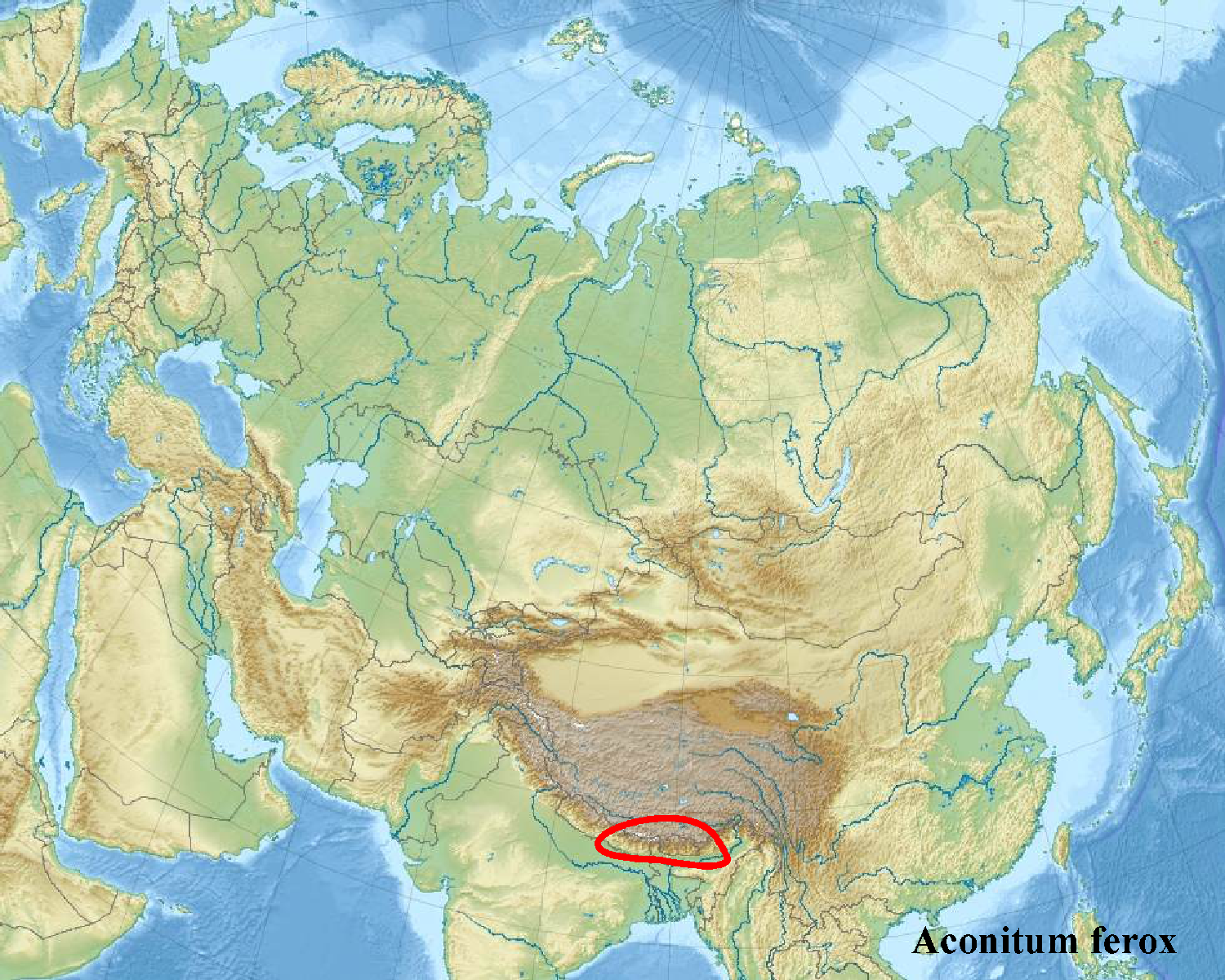
خريطة توزيع الأقونيطن/ الأكونيت هلهل

هذا النوع موطنه الأصلي جبال الهيمالايا الشرقية من وسط النيبال شرقًا عبر شمال غرب البنغال وسيكيم وبوتان وأروناتشال براديش إلى آسام.
ينمو نبات الأقونيطُن  هلهل على ارتفاعات تتراوح بين 2100 و3600 متر، ويفضل نموه في الشجيرات والمناطق المفتوحة في الغابات.
الموسم
تمتد فترة إزهاره من أغسطس إلى أكتوبر.

## الاستخدام الطبي في سيكيم
استخدم النبات منذ فترة طويلة في الطب في ولاية سيكيم الهندية على الحافة الجنوبية الشرقية من هضبة التبت.
يتم استخدام الدواء المحضر من الجذر الدرني على نطاق واسع كمسكن لتخفيف الألم المزمن. ومن الخصائص الأخرى المنسوبة إلى النبات أنه يسبب التعرق ومدر للبول ومقشع و خافض للحرارة،في حين أن الأمراض والحالات التي تم استخدامه في علاجها تشمل مرض السكري والربو والتهابات الأذن والتهابات الأنف والجذام والشلل والتهاب المفاصل.

## معرض الصور

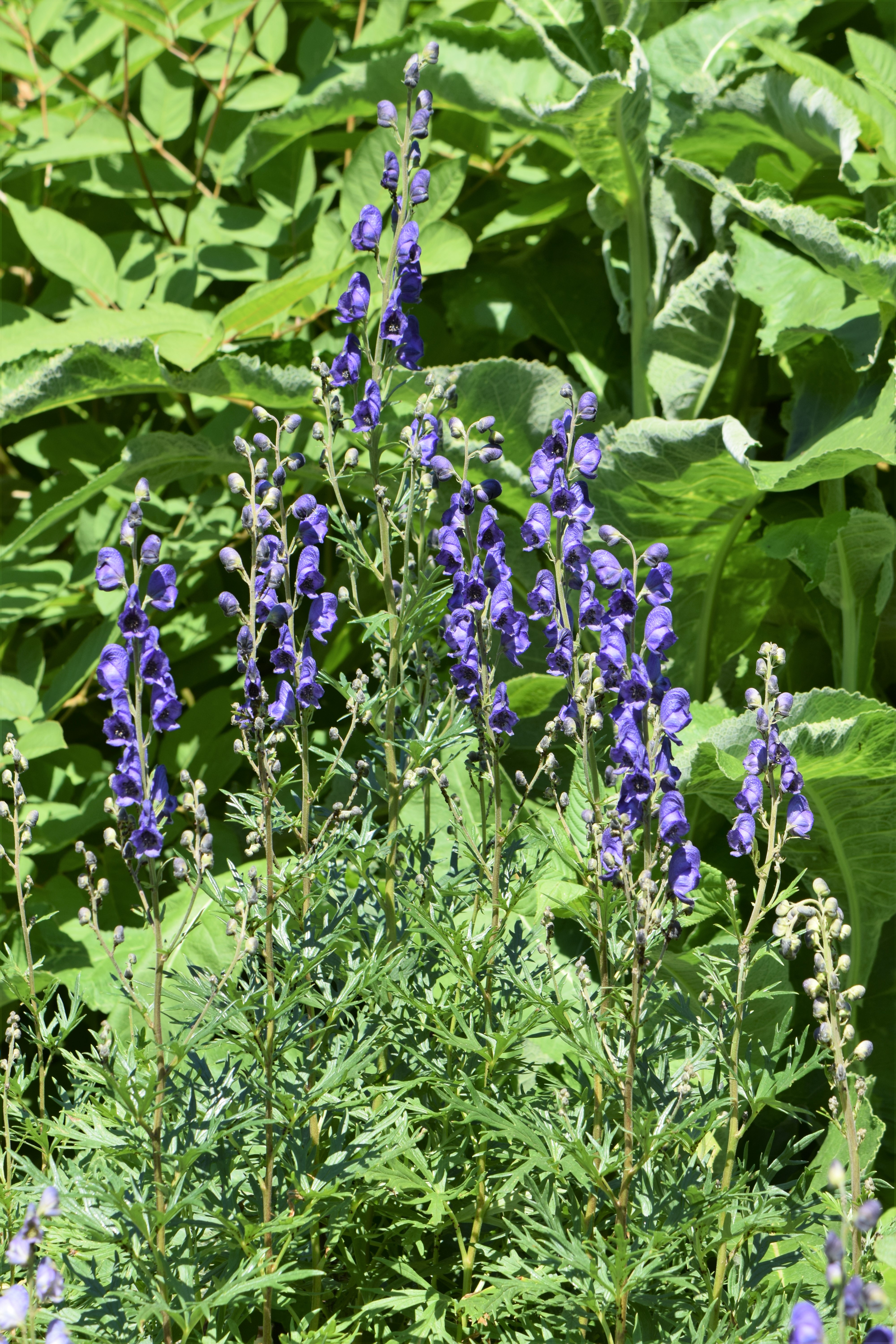
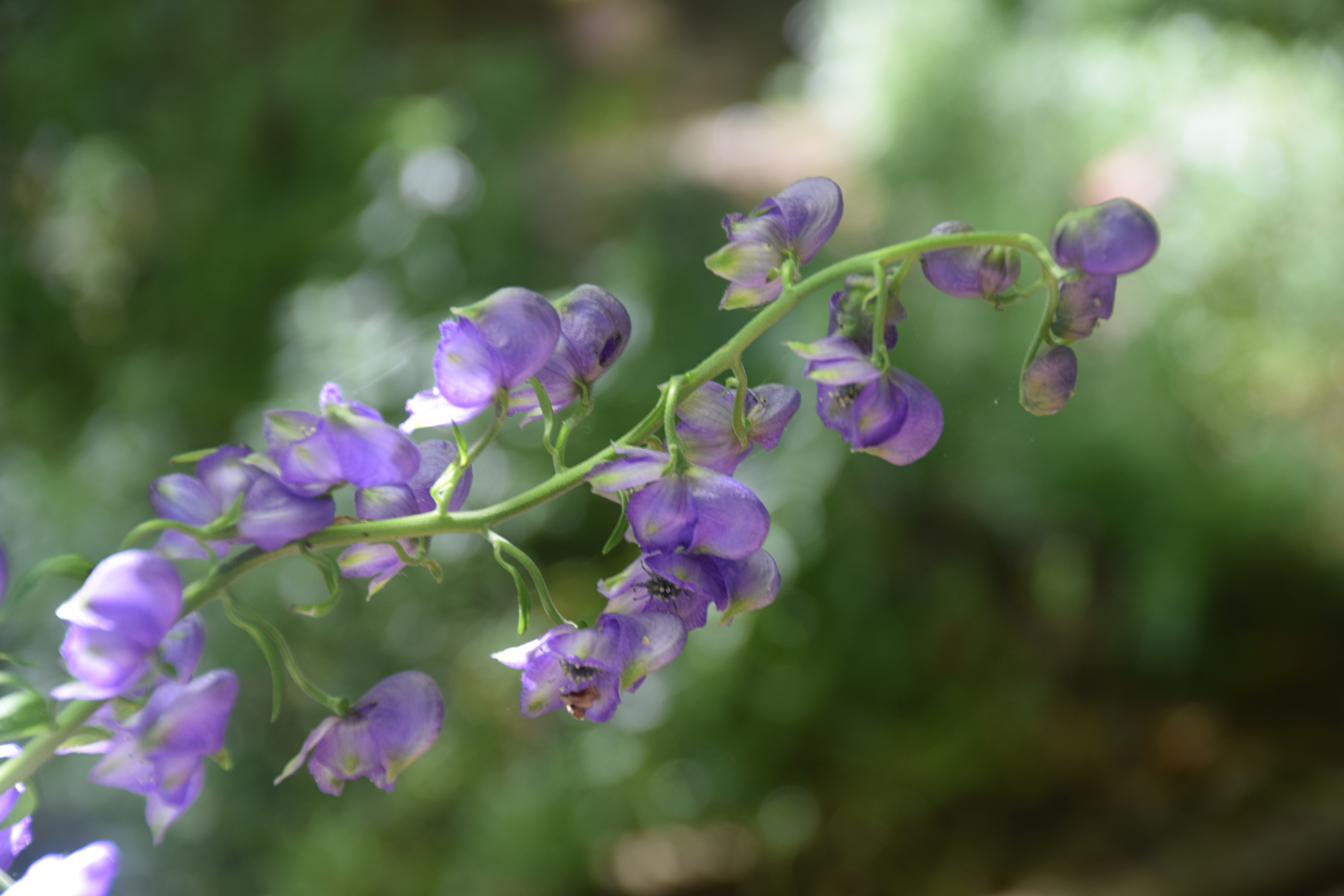
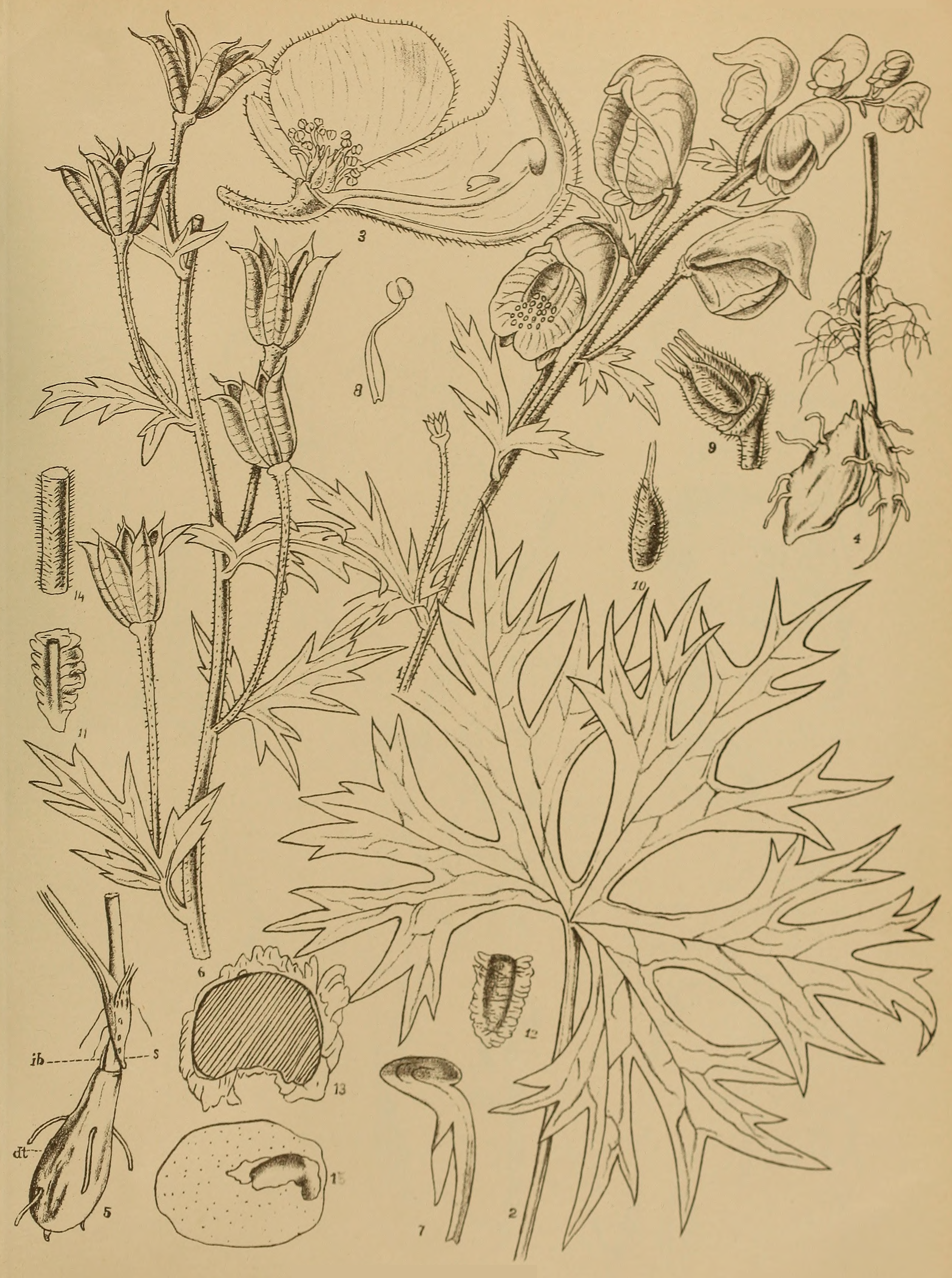

## أنواع أخرى
- أكونيت أنتورا
- أكونيت متغاير الورق
- أكونيت خانق الذئب